# Чемпионат России по биатлону 2015/2016
Чемпионат России по биатлону сезона 2015/2016 прошёл в несколько этапов с декабря 2015 года по апрель 2016 года. Были разыграны медали в семи индивидуальных и пяти командных дисциплинах. Впервые в рамках чемпионатов России проводилась одиночная смешанная эстафета.

## Этапы
- Ижевск «Ижевская винтовка»

1. Индивидуальная гонка (мужчины, женщины)

- Уват

1. Одиночная смешанная эстафета
2. Марафон (мужчины, женщины)

- Красноярск

1. Суперспринт (мужчины, женщины)
2. Патрульная гонка (мужчины, женщины)

- Новосибирск

1. Смешанная эстафета
2. Командная гонка (мужчины, женщины)

- Ханты-Мансийск Чемпионат России

1. Спринт (мужчины, женщины)
2. Гонка преследования (мужчины, женщины)
3. Эстафета (мужчины, женщины)
4. Масс-старт (мужчины, женщины)

- Уват

1. Суперпасьют (мужчины, женщины)

## Результаты
| Гонка                                                                                                | Мужчины | Женщины |
| Индивидуальная гонка Ижевск 1. 24 декабря 2015 Мужчины: 20 км 2. 25 декабря 2015 Женщины: 15 км      | 1. Иван Черезов 54:56.4 (1) 2. Сергей Клячин +23.9 (1) 3. Семён Сучилов +1:31.9 (1) 4. Пётр Пащенко 5. Александр Бабчин 6. Тимофей Лапшин Протоколы | 1. Анастасия Загоруйко 42:47.5 (0) 2. Ульяна Кайшева +15.3 (1) 3. / Лейсан Бикташева +1:49.4 (1) 4. Анна Щербинина 5. / Анна Никулина 6. Марина Коровина Протоколы |
| Одиночная смешанная эстафета Уват 1. 14 февраля 2016 Женщины: 6 км Мужчины: 7,5 км                   | 1. Тюменская область-2 40:44.3 (0+3) (Ольга Шестерикова, Александр Мингалёв) 2. Сибирский ФО-1 +10.9 (0+6) (Анна Никулина, Тимур Махамбетов) 3. Красноярский край-1 +12.3 (1+6) (Любовь Филимонова, Сергей Корастылёв) Протоколы | 1. Тюменская область-2 40:44.3 (0+3) (Ольга Шестерикова, Александр Мингалёв) 2. Сибирский ФО-1 +10.9 (0+6) (Анна Никулина, Тимур Махамбетов) 3. Красноярский край-1 +12.3 (1+6) (Любовь Филимонова, Сергей Корастылёв) Протоколы |
| Марафон Уват 1. 16 февраля 2016 Мужчины: 40 км 2. 17 февраля 2016 Женщины: 30 км                     | 1. Вячеслав Акимов 1:43:12.2 (4) 2. / Павел Магазеев +30.7 (8) 3. Иван Печёнкин +59.1 (6) 4. Никита Овчинников 5. Сергей Подобаев 6. Александр Дедюхин Протоколы | 1. Ульяна Кайшева 1:24:29.1 (3) 2. / Анна Никулина +31.5 (5) 3. / Ольга Шестерикова +1:09.7 (9) 4. Кристина Мельникова 5. Любовь Филимонова 6. Анастасия Пашкова Протоколы |
| Суперспринт Красноярск 1. 5 марта 2016 Мужчины: 6 км 2. 5 марта 2016 Женщины: 4 км                   | 1. Александр Чернышов 17:12.3 (2) 2. Вячеслав Акимов +3.3 (3) 3. Сергей Корастылёв +21.7 (3) 4. Владислав Томилов 5. / Павел Магазеев 6. Евгений Боярских Протоколы | 1. / Ольга Шестерикова 17:18.0 (1) 2. / Елена Баданина +15.1 (0) 3. / Ольга Вилухина +42.4 (4) 4. Анастасия Евсюнина 5. Инна Смирнова 6. / Лариса Куклина Протоколы |
| Патрульная гонка Красноярск 1. 7 марта 2016 Мужчины: 25 км 2. 8 марта 2016 Женщины: 20 км            | 1. ХМАО-2 1:02:17.1 (0) (Павел Охотников, Алексей Корнев, Денис Николаев, Владислав Томилов, Сергей Караулов) 2. Красноярский край +23.8 (3) (Сергей Подобаев, Тимур Махамбетов, Сергей Корастылёв, Никита Овчинников, Александр Дедюхин) 3. ХМАО-1 +44.3 (2) (Ярослав Иванов, Дмитрий Иванов, Михаил Боярских, Евгений Боярских, Иван Томилов) Протоколы | 1. Новосибирская область 57:33.2 (2) (Марина Земцова, Анна Никулина, Людмила Шишкина, Яна Бабушкина, Анастасия Евсюнина) 2. Тюменская область +1:55.2 (2) (Елена Чиркова, Ирина Услугина, Ольга Шестерикова, Инна Смирнова, Анастасия Пашкова) 3. ХМАО +2:46.4 (2) (Екатерина Аввакумова, Кристина Мельникова, Надежда Ефремова, Ксения Доскалова, Алёна Ильиных) Протоколы |
| Смешанная эстафета Новосибирск 1. 13 марта 2016 Женщины: 2x6 км Мужчины: 2x7.5 км                    | 1. Красноярский край-1 1:15:27.5 (0+7) (Любовь Шадрина, Ольга Филиппова, Никита Овчинников, Сергей Корастылёв) 2. Тюменская область-1 +15.3 (1+11) (Ирина Услугина, Ольга Шестерикова, Илья Серков, Дмитрий Елхин) 3. Уральский ФО-1 +23.9 (0+6) (Лариса Куклина, Анастасия Пашкова, Михаил Боярских, Сергей Караулов) Протоколы                          | 1. Красноярский край-1 1:15:27.5 (0+7) (Любовь Шадрина, Ольга Филиппова, Никита Овчинников, Сергей Корастылёв) 2. Тюменская область-1 +15.3 (1+11) (Ирина Услугина, Ольга Шестерикова, Илья Серков, Дмитрий Елхин) 3. Уральский ФО-1 +23.9 (0+6) (Лариса Куклина, Анастасия Пашкова, Михаил Боярских, Сергей Караулов) Протоколы                                            |
| Командная гонка Новосибирск 1. 15 марта 2016 Мужчины: 10 км 2. 15 марта 2016 Женщины: 7,5 км         | 1. Тюменская область 26:11.0 (1) (Илья Серков, Александр Попов, Александр Мингалёв, Дмитрий Елхин) 2. Красноярский край +10.9 (2) (Сергей Подобаев, Тимур Махамбетов, Сергей Корастылёв, Александр Дедюхин) 3. ХМАО-1 +1:22.4 (3) (Михаил Боярских, Евгений Боярских, Дмитрий Иванов, Вадим Филимонов) Протоколы                                          | 1. Тюменская область 23:30.6 (1) (Елена Чиркова, Анастасия Пашкова, Ирина Услугина, Ольга Шестерикова) 2. / ЯНАО/Свердловская область +1:03,8 (2) (Лариса Надеева, Анна Костромкина, Елена Баданина, Екатерина Муралеева) 3. ХМАО-1 +1:08,0 (3) (Кристина Мельникова, Надежда Ефремова, Алёна Ильиных, Екатерина Аввакумова) Протоколы                                      |
| Спринт Ханты-Мансийск 1. 26 марта 2016 Мужчины: 10 км 2. 26 марта 2016 Женщины: 7,5 км               | 1. Антон Бабиков 25:33.0 (1) 2. Алексей Волков +32.6 (1) 3. Сергей Корастылёв +45.8 (0) 4. / Алексей Слепов 5. Дмитрий Малышко 6. Алексей Петров Протоколы | 1. Екатерина Юрлова 22:11.2 (1) 2. / Ольга Шестерикова +20.8 (1) 3. Екатерина Шумилова +25.0 (1) 4. / Анна Никулина 5. Анастасия Загоруйко 6. Диана Якимец Протоколы |
| Гонка преследования Ханты-Мансийск 1. 27 марта 2016 Мужчины: 12,5 км 2. 27 марта 2016 Женщины: 10 км | 1. Алексей Волков 33:57.6 (1) 2. Антон Бабиков +34.7 (3) 3. Иван Черезов +1:03.0 (1) 4. Дмитрий Иванов 5. Дмитрий Малышко 6. / Павел Магазеев Протоколы | 1. / Анна Никулина 31:40.3 (1) 2. Анастасия Загоруйко +8,9 (3) 3. / Ольга Шестерикова +10.8 (1) 4. Ирина Услугина 5. Ульяна Кайшева 6. Татьяна Акимова Протоколы |
| Масс-старт Ханты-Мансийск 1. 29 марта 2016 Мужчины: 15 км 2. 30 марта 2016 Женщины: 12,5 км          | 1. Евгений Боярских 40:55.3 (1) 2. / Павел Магазеев +2.3 (3) 3. Александр Бабчин +5.3 (1) 4. Евгений Гараничев 5. Юрий Шопин 6. Александр Дедюхин Протоколы | 1. Анастасия Загоруйко 37:28.7 (2) 2. / Екатерина Аввакумова +1.7 (1) 3. Светлана Миронова +14.5 (2) 4. Светлана Слепцова 5. / Анна Никулина 6. Елена Анкудинова Протоколы |
| Эстафета Ханты-Мансийск 1. 30 марта 2016 Мужчины: 4x7,5 км 2. 29 марта 2016 Женщины: 4x6 км          | 1. ХМАО-1 1:14:58.0 (0+3) (Евгений Боярских, Пётр Пащенко, Семён Сучилов, Алексей Волков) 2. Тюменская область-1 +15.7 (1+10) (Дмитрий Елхин, Александр Печёнкин, Иван Черезов, Евгений Гараничев) 3. Башкортостан-1 +33.2 (0+10) (Алексей Петров, Александр Бабчин, Виталий Кабардин, Антон Бабиков) Протоколы                                           | 1. Приволжский ФО 1:12:41.7 (0+11) (Светлана Бочкарёва, Татьяна Акимова, Валентина Телицына, Ульяна Кайшева) 2. Новосибирская область +51.2 (1+9) (Анна Никулина, Яна Бабушкина, Галина Нечкасова, Ольга Вилухина) 3. Тюменская область-1 +1:06.3 (1+11) (Виктория Сливко, Ирина Услугина, Ольга Шестерикова, Анастасия Загоруйко) Протоколы                                |
| Суперпасьют Уват 1. 6 апреля 2016 Мужчины: 7,5 км 2. 6 апреля 2016 Женщины: 6 км                     | 1. Вячеслав Акимов 26:03.4 (2) 2. Максим Буртасов +32.6 (3) 3. Алексей Корнев +42.4 (4) 4. Евгений Шамеев 5. / Иван Томилов 6. Ярослав Иванов Протоколы | 1. / Ольга Вилухина 26:46.4 (3) 2. / Ольга Шестерикова +2.2 (3) 3. Светлана Слепцова +46.5 (5) 4. Анастасия Загоруйко 5. Лариса Надеева 6. Евгения Павлова Протоколы |